# Torrent de Can Feu
El torrent de Can Feu és un curs d'aigua del Vallès Occidental que neix a l'est del terme de Terrassa, al nord de Torrebonica. Després de transcorre tan sols uns 250 metres el torrent entra al terme de Sabadell, passa pel Nord i l'Est de Castellarnau, i ja soterrat, creua els barris de Can Rull i Can Feu. Desemboca a la Riereta a sota la rambla d'Ibèria.